# Історія Попелюшки
Істо́рія Попелю́шки — американський фільм 2004 року жанру романтичної комедії. Режисер Марк Розман. Головні ролі грають Гіларі Дафф, Чед Майкл Мюррей, Дженніфер Кулідж та Реджина Кінг. Історія показує сучасну версію казки «Попелюшка». Як саундтреки у фільмі присутні пісні «Crash World» і «Now You Know» у виконанні Гіларі Дафф, а також пісня «Our Lips Are Sealed» у виконанні Гіларі і Гейлі Дафф. Хоча фільм отримав негативні рецензії, стрічка зібрала понад $70 мільйонів по всьому світі.

## Сюжет
Саманта «Сем» Монтгомері (Гіларі Дафф) живе в долині Сан-Фернандо в районі Лос-Анджелесу, з її овдовілим батьком Халом (Віп Хаблі), який володіє і керує популярною спортивною столовою. Згодом Хал одружується із надзвичайно пихатою егоїстичною жінкою на ім'я Фіона (Дженіфер Кулідж), яка має соціально-незграбних дочок-двійняшок Бріанну (Мейделін Зіма) і Габріеллу (Андреа Евері). Під час Нортріджетського землетрусу 1994 року Хал помирає, рятуючи Фіону. Не залишивши заповіту, Фіона отримує всі його статки, включаючи будинок, столову та Сем.
Через вісім років, Сем працює офіціанткою в столовій померлого батька, аби назбирати гроші для вступу в Принстонський університет і знаходиться під терором своєї мачухи та зведених сестер. Сестри постійно ображають та погрожують їй, граючи із себе популярних дівчат, хоча насправді вважаються дивачками. Сем щосили намагається впоратися із соціальним життям у Школі долини Норт, де «королева бі», лідер команди уболівальників Шелбі Каммінгс, також мучить її зі своїми подругами і називає «столовим дівчам».
Сем має друга по листуванню на ім'я Номад, з яким вона веде переписування, але ніколи не зустрічалася особисто. Вони розділяють мрію поїхати навчатися в Принстонський університет. Насправді ім'ям Номанда користується Остін Еймс (Чед Майкл Мюррей) — популярний, проте нещасний, захисник шкільної футбольної команди та колишній хлопець Шелбі, якого вона досі вважає своїм бойфрендом, оскільки не бажає визнавати, що він порвав із нею стосунки. Нещастя Остіна лежить у бажанні його батька послати сина навчатися в Університет Південної Каліфорнії по футбольній стипендії, замість Принстону.
Одного разу Номад пропонує Сем особисто зустрітися на шкільних танцях у день Хелловіну. Проте в день танців Фіона наказує Сем відпрацювати нічну зміну в столовій, а потім відвезти Бріанну та Габріеллу на танці. Сем розуміє, що у неї не вийде зустрітися із Номандом, але її друг, Картер Феррелл, переконує її все ж піти на танці. Ронда, яка працює в столовій і є подругою Сем, також переконує дівчину не підкорюватися Фіоні та піти на танці. Саманта, у масці та білій красивій сукні, зустрічає Номанда на танцях. Вона здивована тим, що ним виявляється Остін, який захоплюється своєї таємничою подругою як тільки бачить її при вході. Сем та Остін вирішують покинути вечірку та пройтися наодинці, аби більше дізнатися один про іншого. Танцюючи під романтичну мелодію, дівчина та хлопець закохуються один в одного. Але як тільки Остін підіймає руку, щоби звільнити дівчину від маски, вмикається будильник на мобільному Сем, який сповіщає їй, що потрібно повертатися назад у столову перед тим як туди опівночі приїде Фіона. Сем покидає Остіна, не виказуючи своєї особистості, і випадково впускає свій телефон на підлогу.
Остін підбирає її телефон і проводить відчайдушні пошуки, аби дізнатися ким була його Попелюшка. Проте всі дівчата зі школи заявляють, що вони є тією таємничою власницею телефону. Сем не бажає розкривати себе перед Остіном, оскільки боїться, що він не прийме її через її ординарність та його популярність. Одного разу, коли Остін приходить у столову і Сем вимушена допомогти йому з його проблемою, дівчина наважується розкрити свою ідентичність, але Фіона перериває її. Зведені сестри дізнаються про онлайн стосунки між Сем та Остіном та переконують Шелбі, що Саманта намагається поцупити у неї її хлопця. Через це Шелбі та інші учасниці команди підтримки публічно принижують Сем перед всією школою, розкриваючи її ідентичність. Остін, ображений через брехню Сем, не виступає на її захист, і Саманта втікає, відчуваючи себе спустошеною.
Обоє Сем і Остін були прийняті до Принстону, але Фіона перекручує факти і відсилає Саманті підроблений лист із відхиленням вступу Сем до університету. Дівчина вирішує покинути свої мрії та звільняється із роботи у столовій. Ронда проводить із нею підбадьорюючу розмову та просить не втрачати надії. Почуте дратує зведених сестер, які підслуховували розмову, і вони виходять із столової, голосно грюкаючи дверима, що призводить до відривання шпалери від стіни. Сем бачить на стіні напис її батька, який був там при його житті: «Ніколи не дозволяй страху бути відкинутим утримувати тебе від грання в гру». Набравшись мужності, Сем постає перед Фіоною, звільняється з роботи та переїжджає до Ронди, яка разом із іншими працівниками також звільняються зі столової. Вони вирішують покинути Фіону після всіх років її знущань та дозволити їй справлятися зі столовою своїми власними силами. Ці події призводить до того, що всі клієнти столової покидають приміщення.
Перед футбольним матчем, Сем підходить до Остіна і осуджує його за його боягузтво і за те, що він не заступився за неї при її публічному приниженні. Під час матчу Сем вирішує пропустити гру і йде з трибуни. Це спонукає Остіна до дій, і він постає перед своїм батьком і каже, що піде навчатися у Принстон, а не буде грати у футбол все своє життя. Хлопець наздоганяє Сем і вибачається перед нею. Вона пробачає йому і під дощем вони розділяють свій перший поцілунок.
Через деякий час Сем знаходить у своїй дитячій книжці з казками заповіт батька, в якому вказано, що всі його статки і володіння мають перейти до йог дочки після його смерті. В результаті цих новин, Сем продає модні машини Фіони, аби поступити до Принстону. Фіону ж арештовують за те, що вона приховала заповіт Хала від його дочки, будучи свідком при підписанні цього документу.
Прокурор призначає Фіоні, Бріанні та Габріеллі відпрацювати у столовій гроші, які вони вкрали у Сем. Саманта дізнається, що її насправді прийняли до Принстону, коли її зведені сестри дістають справжній лист її прийняттям зі сміттєвого баку. Батько Остіна погоджується із бажанням сина навчатися в Принстоні. Друг Сем на ім'я Картер здобуває популярність після зйомок у рекламі засобу проти акне, що спонукає Шелбі зробити його своїм хлопцем. Проте Картер відмовляє їй. Фільм закінчується сценою, де Сем і Остін, офіційно будучи в стосунках, разом їдуть до Принстону.

## У ролях

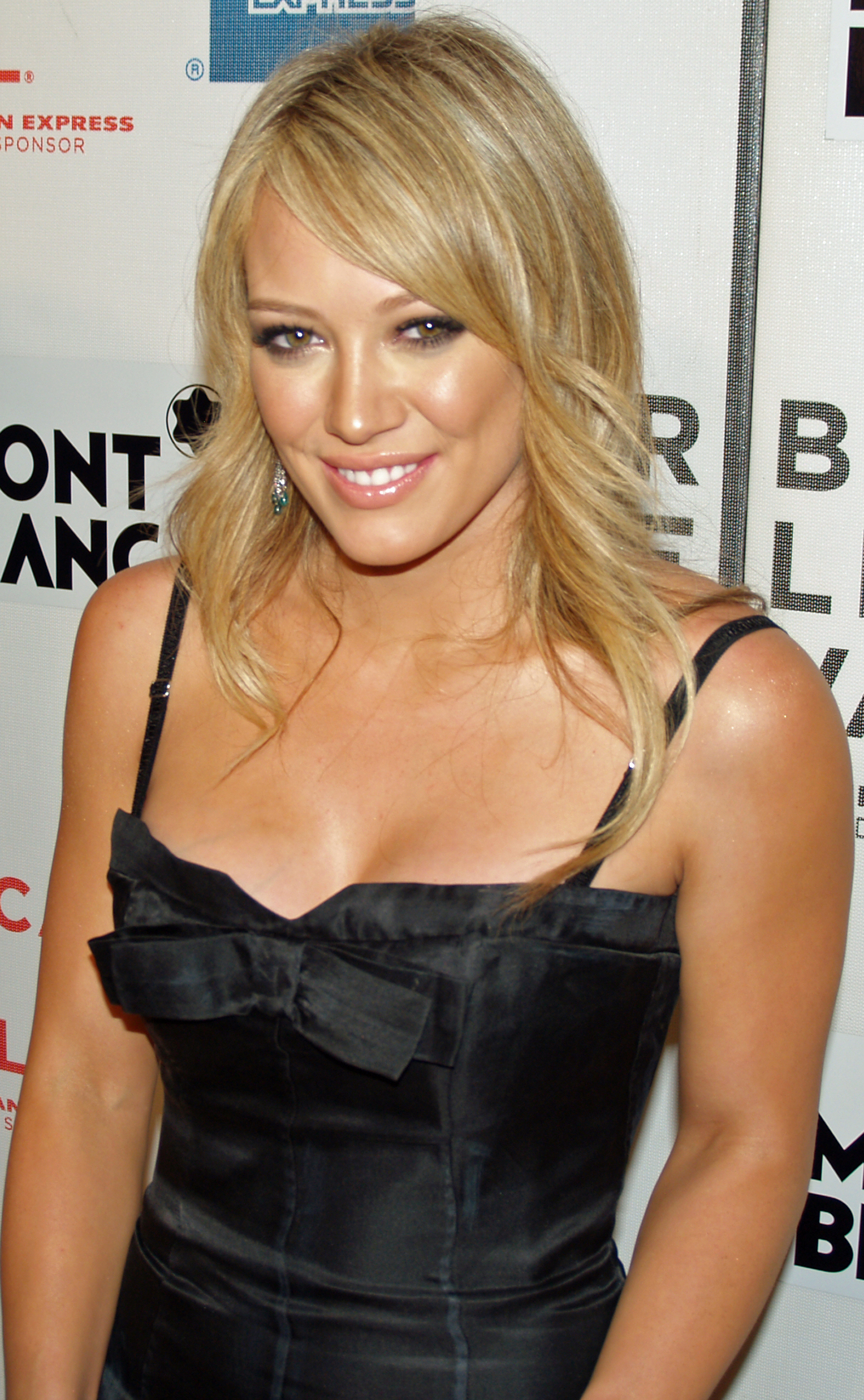
Гіларі Дафф

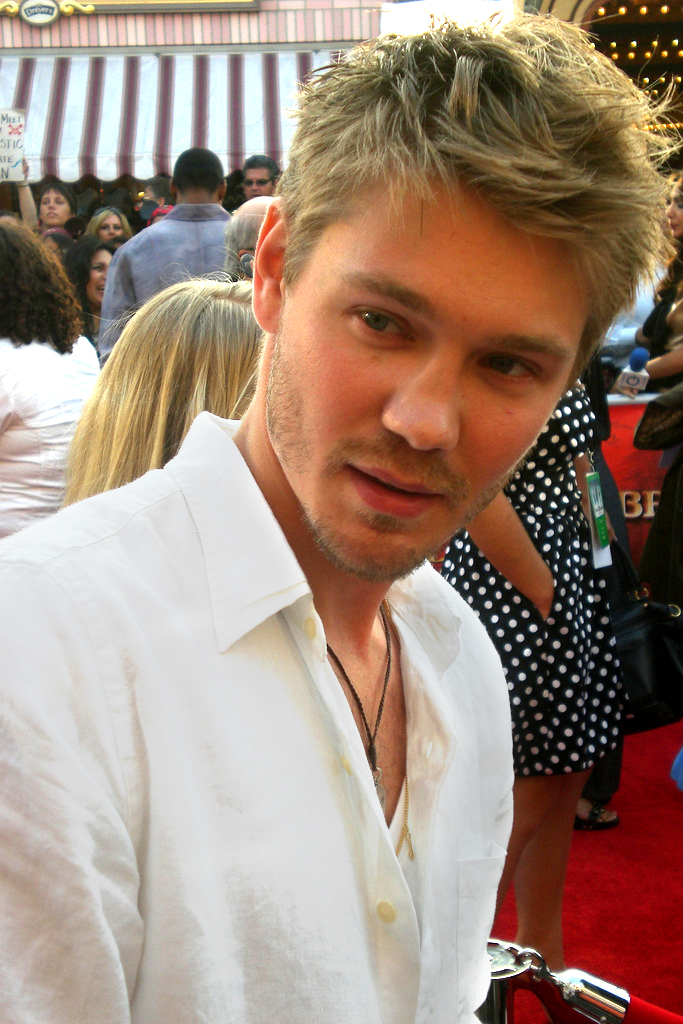
Чед Майкл Мюррей

- Гіларі Дафф — в ролі Саманти «Сем» Монтгомері
  - Ханна Робінсон — в ролі юної Сем
- Чед Майкл Мюррей — в ролі Остіна «Номанда» Еймса
- Дженіфер Кулідж — в ролі Фіони
- Реджина Кінг — в ролі Ронди
- Мейделін Зіма — в ролі Бріанни
  - Карлі Вестерман — в ролі юної Бріанни
- Андреа Евері — в ролі Габріелли
  - Ліллі Бабб — в ролі юної Габріелли
- Джулі Гонсало — в ролі Шелбі Каммінгс
- Ден Берд — в ролі Картера Фаррелла
  - Рорі Тост — в ролі юного Картера
- Бред Буфанда — в ролі Девіда
- Саймон Гелберг — в ролі Террі
- Дж. Д. Пардоnbsp;— в ролі Раяна
- Еймі-Лінн Чедвік — в ролі Астрід, ді-джей
- Еріка Хаббард — в ролі Мадісон
- Лін Шей — в ролі місіс Веллс
- Джон Білінгсклей — в ролі містера Ротмана
- Мері Пет Глейсон — в ролі Елеонори
- Каді Коул — в ролі Кетлін
- Пол Родрігес — в ролі Боббі
- Віп Хаблі — в ролі Хала Монтгомері
- Кевін Кілнер — в ролі Енді
- Джеймс Екгаус — в ролі містера Фаррелла

## Рецензії
У цілому кіно «Історія Попелюшки» отримало негативні рецензії. На сайті Rotten Tomatoes фільм отримав рейтинг 11%, базуючись на 103 рецензіях із середньою оцінкою 3,6 із 10. Критичний консенсус сайту пише: «Ненатхнене узагальнене оновлення класичної казки». На сайті Metacritic фільм отримав 25 балів із 100, базуючись на 30 рецензіях. Роджер Еберт назвав стрічку «Історія Попелюшки» «нудним, дурнуватим фільмом».
В 2005 році кіно було номіноване на п'ять нагород Teen Choice Awards, виграючи нагороду в категорії Вибрана стрічка зі сценою шаріння (англ. Choice Movie Blush Scene). Того ж року Гіларі Дафф виграла нагороду Kids Choice Awards у категорії Найулюбленіша кіноактриса (англ. Favorite Movie Actress). Також в 2005 Гіларі була номінована на премію Золота малина у категорії Найгірша акторка (англ. Worst Actress).

## Касові збори
На своєму першому тижні стрічка зібрала $13,623,350 у 2,625 кінотеатрах США та Канади. Фільм став 4-ю найпопулярнішою стрічкою після «Я, робот», «Людина-павук 2», «Телеведучий: Легенда про Рона Борганді». Наприкінці показів по кінотеатрах, фільм зібрав $51,438,175 по США та $18,629,734 інтернаціонально, що загально складає $70,067,909 по всьому світі.

## Саундтреки
Альбом саундтреків, тривалістю 49 хвилини, включає 14 пісень різних виконавців. У США альбом продався у 500 000 копій.

## Сиквели
За фільмом послідувало три direct-to-video стрічки: «Another Cinderella Story» (2008), «A Cinderella Story: Once Upon a Song» (2011) та «A Cinderella Story: If the Shoe Fits» (2016). Фільми використовують ту ж саму тематику та ситуації, але не включають жодних персонажів із першої стрічки. На відміну від першого фільму, сиквели мають музикальні та танцювальні тематики.